# Candango de melhor longa-metragem
Trata-se do mais importante prêmio conferido no Festival de Brasília, mais antigo festival de cinema brasileiro. 

## História
Além do Candango, a estatueta do evento, os vencedores recebem um prêmio em dinheiro, que atualmente é R$250 mil para filmes de ficção, e R$100 mil para documentários.
Desde 2002 há ainda um prêmio paralelo concedido pelo público que comparece às exibições no Cine Brasília.
Até hoje o diretor que mais vezes teve um de seus filmes vencedores do prêmio foi Julio Bressane, que ganhou quatro vezes, por Cleópatra (2007), Filme de Amor (2003), Miramar (1997) e Tabu (1982).
Por quatro vezes houve empate no prêmio. Foi em 2001, com Lavoura Arcaica e Samba Riachão, em  2012, com Eles Voltam e Era uma vez eu, Verônica, em 1997, com  Miramar e Anahy de las Misiones e em 1988, com Memória Viva e O Mentiroso.
Em 2012 experimentalmente o Festival de Brasília dividiu filmes de ficção e documentários em duas categorias diferentes.

## Processo de escolha
Os diretores e produtores inscrevem seu filme cerca de seis meses antes do festival, e enviam uma cópia em película 35mm para a organização do evento. Uma comissão de seleção formada por cinco especialistas da área -- diretores, roteiristas, atores e outros profissionais da cultura -- assistem aos filmes escolhendo os seis melhores (até 2005 eram cinco), que participarão da mostra competitiva.
Durante a semana do festival os seis filmes são exibidos para um outro júri, também composto por cinco cineastas e outros profissionais do cinema, em sessões abertas ao público no Cine Brasília. Após a audição de todos os concorrentes o júri se reúne e, de comum acordo, determina quais são os filmes vencedores. 
O prêmio do Júri Popular é determinado após a tabulação das notas dadas por todos os espectadores que ingressam na sala de cinema para assistir aos filmes.

## Vencedores

### Júri oficial
- 2024:  Salomé, de André Antônio
- 2023:  Mais Um Dia, Zona Norte, de Allan Ribeiro
- 2022:  A Invenção do Outro, de Bruno Jorge
- 2021:  Saudade do Futuro, de Anna Azevedo
- 2020:  Por onde anda Makunaíma?, de Rodrigo Séllos
- 2019:  A febre, de Maya Da-Rin
- 2018:  Temporada, de André Novais Oliveira
- 2017:  Arábia, de Affonso Uchoa e João Dumans
- 2016:  A Cidade Onde Envelheço, de Marilia Rocha
- 2015:  Big Jato, de Cláudio Assis
- 2014:  Branco Sai, Preto Fica, de Adirley Queirós
- 2013:  Exilados do Vulcão, de Paula Gaitán (ficção) e  O Mestre e o Divino, de Tiago Campos (documentário)
- 2012:  Eles Voltam, de Marcelo Lordello e  Era uma vez eu, Verônica, de Marcelo Gomes (ficção) e  Otto, de Cao Guimarães (documentário)[3]
- 2011:  Hoje, de Tata Amaral[4]
- 2010:  O Céu Sobre os Ombros, de Sérgio Borges[5]
- 2009:  É Proibido Fumar, de Anna Muylaert[6]
- 2008:  Filmefobia, de Kiko Goifman[7]
- 2007:  Cleópatra, de Júlio Bressane[8]
- 2006:  Baixio das Bestas, de Cláudio Assis
- 2005:  Eu Me Lembro, de Edgard Navarro
- 2004:  Peões, de Eduardo Coutinho
- 2003:  Filme de Amor, de Julio Bressane
- 2002:  Amarelo Manga, de Cláudio Assis
- 2001:  Lavoura Arcaica, de Luiz Fernando Carvalho e  Samba Riachão, de Jorge Alfredo
- 2000:  Bicho de Sete Cabeças, de Laís Bodanzky
- 1999:  Santo Forte, de Eduardo Coutinho
- 1998:  Amor & Cia, de Helvécio Ratton
- 1997:  Miramar, de Júlio Bressane e  Anahy de las Misiones, de Sérgio Silva
- 1996:  Baile Perfumado, de Paulo Caldas e Lírio Ferreira
- 1995:  O Judeu, de Jom Tob Azulay
- 1994:  Louco Por Cinema, de André Luis de Oliveira
- 1993:  Alma Corsária, de Carlos Reichenbach
- 1992:  A Maldição do Sanpaku, de José Joffily
- 1991:  O Corpo, de José Antonio Garcia
- 1990:  Beijo 2348/72, de Walter Rogério
- 1989:  Que Bom Te Ver Viva, de Lúcia Murat
- 1988:  Memória Viva, de Otávio Bezerra e  O Mentiroso, de Werner Schunemann
- 1987:  Anjos da Noite, de Wilson Barros
- 1986:  A Cor do seu Destino, de Jorge Durán
- 1985:  A Hora da Estrela, de Suzana Amaral
- 1984:  Nunca Fomos Tão Felizes, de Murilo Salles
- 1983:  O Mágico e o Delegado, de Fernando Coni Campos
- 1982:  Tabu, de Júlio Bressane
- 1981:  O Homem do Pau-Brasil, de Joaquim Pedro de Andrade
- 1980:  Iracema - Uma Transa Amazônica, de Jorge Bodanzky
- 1979:  Muito Prazer, de David Neves
- 1978:  Tudo Bem, de Arnaldo Jabor
- 1977:  Tenda dos Milagres, de Nelson Pereira dos Santos
- 1976:  Xica da Silva, de Cacá Diegues
- 1975:  Guerra Conjugal, de Joaquim Pedro de Andrade
- 1974: o festival foi proibido pela ditadura
- 1973: o festival foi proibido pela ditadura
- 1972: o festival foi proibido pela ditadura
- 1971:  A Casa Assassinada, de Paulo César Saraceni
- 1970:  Os Deuses e os Mortos, de Ruy Guerra
- 1969:  Memórias de Helena, de David Neves
- 1968:  O Bandido da Luz Vermelha, de Rogério Sganzerla
- 1967:  Proezas de Satanás na Vila de Leva-e-Traz, de Paulo Gil Soares
- 1966:  Todas as Mulheres do Mundo, de Domingos de Oliveira
- 1965:  A Hora e a Vez de Augusto Matraga, de Roberto Santos

### Júri popular
Melhor longa-metragem de ficção - R$ 20 mil
- 2019:  O tempo que resta, de Thais Borges
- 2018:  Bixa travesty, de Kiko Goifman e Claudia Priscilla,
- 2017:  Café com Canela, de Ary Rosa e Glenda Nicácio
- 2015:  A Família Dionti, de Alan Minas (ficção) e  Martírio, de Vincent Carelli (documentário)
- 2014:  Sem Pena, de Eugenio Puppo
- 2013:  Os Pobres Diabos, de Rosemberg Cariry
- 2012:  Era uma vez eu, Verônica, de Marcelo Gomes (ficção) e  Elena, de Petra Costa (documentário)
- 2011:  Meu País, de André Ristum
- 2010:  Amor?, de João Jardim
- 2009:  Filhos de João, O Admirável Mundo Novo Baiano, de Henrique Dantas
- 2008:  À Margem do Lixo, de Evaldo Mocarzel.
- 2007:  Chega de Saudade, de Laís Bodanzky
- 2006:  Encontro com Milton Santos, de Sílvio Tendler
- 2005:  À Margem do Concreto, de Evaldo Mocarzel
- 2003:  Glauber o Filme, Labirinto do Brasil, de Silvio Tendler
- 2002:  Amarelo Manga, de Cláudio Assis